# Colombia Oro y Paz 2018
La Colombia Oro y Paz 2018, primera edició de la Colombia Oro y Paz, va ser una cursa ciclista que es va disputar a Colòmbia entre el 6 i l'11 de febrer de 2018. La cursa formava part del calendari UCI Amèrica Tour 2018 amb una categoria 2.1.

## Equips
En aquesta edició hi van prendre part 25 equips: 4 WorldTeams, 9 Equips continentals professionals, 9 equips continentals i 3 equips nacionals :
| WorldTeams (4)- EF Education First-Drapac p/b Cannondale - Movistar Team - Quick-Step Floors - Sky Equips continentals professionals (9)- Androni Giocattoli-Sidermec - Bardiani CSF - Burgos-BH - CCC Sprandi Polkowice - Euskadi Basque Country-Murias - Holowesko-Citadel - Israel Cycling Academy - Manzana Postobón - UnitedHealthcare Equips continentals (9)- Asociación Civil Agrupación Virgen de Fátima - Bicicletas Strongman - Coldeportes Zenú - EPM - GW Shimano - Illuminate - Medellín-Éxito - Orgullo Paisa - Trevigiani Phonix-Hemus 1896 Equips nacionals (3)- Colòmbia - Itàlia - Rússia |
| |

## Etapes
| Etapa    | Data      | Ciutats d'etapa            | type                    | Distància (km) | Vencedor de l'etapa     | Líder de la general     |
| -------- | --------- | -------------------------- | ----------------------- | -------------- | ----------------------- | ----------------------- |
| 1a etapa | 6 de feb  | Palmira – Palmira          | etapa plana             | 99,9           | Fernando Gaviria Rendón | Fernando Gaviria Rendón |
| 2a etapa | 7 de feb  | Palmira – Palmira          | etapa accidentada       | 183,4          | Fernando Gaviria Rendón | Fernando Gaviria Rendón |
| 3a etapa | 8 de feb  | Palmira – Buga             | etapa plana             | 163,2          | Fernando Gaviria Rendón | Fernando Gaviria Rendón |
| 4a etapa | 9 de feb  | Buga – Santa Rosa de Cabal | etapa de mitja muntanya | 149,5          | Julian Alaphilippe      | Julian Alaphilippe      |
| 5a etapa | 10 de feb | Pereira – Salento          | etapa de mitja muntanya | 163,7          | Rigoberto Urán          | Nairo Quintana Rojas    |
| 6a etapa | 11 de feb | Armenia – Manizales        | etapa de muntanya       | 187,8          | Dayer Quintana Rojas    | Egan Bernal Gómez       |

### Etapa 1
| \| Classificació de l'etapa \| Classificació de l'etapa \| Classificació de l'etapa \| Classificació de l'etapa \| Classificació de l'etapa \| \| Corredor \| Corredor \| Equip \| Temps \| \| \| ------------------------ \| ------------------------------- \| ---------------------------- \| ------------------------ \| ------------------------ \| \| 1r \| Fernando Gaviria Rendón \| Quick-Step Floors \| 2h 07' 05" \| \| \| 2n \| Sebastián Molano Benavides \| Manzana Postobón \| + 0" \| \| \| 3r \| Maximiliano Richeze Araquistain \| Quick-Step Floors \| + 0" \| \| \| 4t \| Matteo Malucelli \| Androni Giocattoli-Sidermec \| + 0" \| \| \| 5è \| Álvaro Hodeg Chagui \| Quick-Step Floors \| + 0" \| \| \| 6è \| Andrea Guardini \| Bardiani CSF \| + 0" \| \| \| 7è \| Paweł Franczak \| CCC Sprandi Polkowice \| + 0" \| \| \| 8è \| Davide Viganò \| Itàlia \| + 0" \| \| \| 9è \| Manuel Peñalver \| Trevigiani-Phonix-Hemus 1896 \| + 0" \| \| \| 10è \| Miguel Bryon \| Holowesko Citadel \| + 0" \| \| |                                 |                              |            |
| |                                 |                              |            |
| |                                 |                              |            |
| Classificació de l'etapa |                                 |                              |            |
| Corredor | Corredor                        | Equip                        | Temps      |
| 1r | Fernando Gaviria Rendón         | Quick-Step Floors            | 2h 07' 05" |
| 2n | Sebastián Molano Benavides      | Manzana Postobón             | + 0"       |
| 3r | Maximiliano Richeze Araquistain | Quick-Step Floors            | + 0"       |
| 4t | Matteo Malucelli                | Androni Giocattoli-Sidermec  | + 0"       |
| 5è | Álvaro Hodeg Chagui             | Quick-Step Floors            | + 0"       |
| 6è | Andrea Guardini                 | Bardiani CSF                 | + 0"       |
| 7è | Paweł Franczak                  | CCC Sprandi Polkowice        | + 0"       |
| 8è | Davide Viganò                   | Itàlia                       | + 0"       |
| 9è | Manuel Peñalver                 | Trevigiani-Phonix-Hemus 1896 | + 0"       |
| 10è | Miguel Bryon                    | Holowesko Citadel            | + 0"       |

| \| Classificació general \| Classificació general \| Classificació general \| Classificació general \| Classificació general \| \| Corredor \| Corredor \| Equip \| Temps \| \| \| --------------------- \| ------------------------------- \| --------------------------- \| --------------------- \| --------------------- \| \| 1r \| Fernando Gaviria Rendón \| Quick-Step Floors \| 2h 06' 55" \| \| \| 2n \| Miguel Ángel Rubiano Chávez \| Coldeportes-Zenú \| + 1" \| \| \| 3r \| Sebastián Molano Benavides \| Manzana Postobón \| + 4" \| \| \| 4t \| Maximiliano Richeze Araquistain \| Quick-Step Floors \| + 6" \| \| \| 5è \| Rafael Aníbal Montiel Cuéllar \| Orgullo Paisa \| + 7" \| \| \| 6è \| Simon Pellaud \| Illuminate \| + 7" \| \| \| 7è \| Jetse Bol \| Manzana Postobón \| + 8" \| \| \| 8è \| Jonathan Clarke \| UnitedHealthcare \| + 9" \| \| \| 9è \| Matteo Malucelli \| Androni Giocattoli-Sidermec \| + 10" \| \| \| 10è \| Álvaro Hodeg Chagui \| Quick-Step Floors \| + 10" \| \| |                                 |                             |            |
| |                                 |                             |            |
| |                                 |                             |            |
| Classificació general |                                 |                             |            |
| Corredor | Corredor                        | Equip                       | Temps      |
| 1r | Fernando Gaviria Rendón         | Quick-Step Floors           | 2h 06' 55" |
| 2n | Miguel Ángel Rubiano Chávez     | Coldeportes-Zenú            | + 1"       |
| 3r | Sebastián Molano Benavides      | Manzana Postobón            | + 4"       |
| 4t | Maximiliano Richeze Araquistain | Quick-Step Floors           | + 6"       |
| 5è | Rafael Aníbal Montiel Cuéllar   | Orgullo Paisa               | + 7"       |
| 6è | Simon Pellaud                   | Illuminate                  | + 7"       |
| 7è | Jetse Bol                       | Manzana Postobón            | + 8"       |
| 8è | Jonathan Clarke                 | UnitedHealthcare            | + 9"       |
| 9è | Matteo Malucelli                | Androni Giocattoli-Sidermec | + 10"      |
| 10è | Álvaro Hodeg Chagui             | Quick-Step Floors           | + 10"      |

### Etapa 2
| \| Classificació de l'etapa \| Classificació de l'etapa \| Classificació de l'etapa \| Classificació de l'etapa \| Classificació de l'etapa \| \| Corredor \| Corredor \| Equip \| Temps \| \| \| ------------------------ \| -------------------------- \| ---------------------------- \| ------------------------ \| ------------------------ \| \| 1r \| Fernando Gaviria Rendón \| Quick-Step Floors \| 3h 49' 30" \| \| \| 2n \| Sebastián Molano Benavides \| Manzana Postobón \| + 0" \| \| \| 3r \| Matteo Malucelli \| Androni Giocattoli-Sidermec \| + 0" \| \| \| 4t \| Andrea Guardini \| Bardiani CSF \| + 0" \| \| \| 5è \| Mihkel Räim \| Israel Cycling Academy \| + 0" \| \| \| 6è \| Davide Viganò \| Itàlia \| + 0" \| \| \| 7è \| Martin Laas \| Illuminate \| + 0" \| \| \| 8è \| John Murphy \| Holowesko Citadel \| + 0" \| \| \| 9è \| Jairo Salas \| EPM \| + 0" \| \| \| 10è \| Manuel Peñalver \| Trevigiani-Phonix-Hemus 1896 \| + 0" \| \| |                            |                              |            |
| |                            |                              |            |
| |                            |                              |            |
| Classificació de l'etapa |                            |                              |            |
| Corredor | Corredor                   | Equip                        | Temps      |
| 1r | Fernando Gaviria Rendón    | Quick-Step Floors            | 3h 49' 30" |
| 2n | Sebastián Molano Benavides | Manzana Postobón             | + 0"       |
| 3r | Matteo Malucelli           | Androni Giocattoli-Sidermec  | + 0"       |
| 4t | Andrea Guardini            | Bardiani CSF                 | + 0"       |
| 5è | Mihkel Räim                | Israel Cycling Academy       | + 0"       |
| 6è | Davide Viganò              | Itàlia                       | + 0"       |
| 7è | Martin Laas                | Illuminate                   | + 0"       |
| 8è | John Murphy                | Holowesko Citadel            | + 0"       |
| 9è | Jairo Salas                | EPM                          | + 0"       |
| 10è | Manuel Peñalver            | Trevigiani-Phonix-Hemus 1896 | + 0"       |

| \| Classificació general \| Classificació general \| Classificació general \| Classificació general \| Classificació general \| \| Corredor \| Corredor \| Equip \| Temps \| \| \| --------------------- \| ------------------------------- \| ---------------------------- \| --------------------- \| --------------------- \| \| 1r \| Fernando Gaviria Rendón \| Quick-Step Floors \| 5h 56' 12" \| \| \| 2n \| Sebastián Molano Benavides \| Manzana Postobón \| + 11" \| \| \| 3r \| Miguel Ángel Rubiano Chávez \| Coldeportes-Zenú \| + 14" \| \| \| 4t \| Juan Esteban Arango Carvajal \| Colòmbia \| + 17" \| \| \| 5è \| Matteo Malucelli \| Androni Giocattoli-Sidermec \| + 19" \| \| \| 6è \| Maximiliano Richeze Araquistain \| Quick-Step Floors \| + 19" \| \| \| 7è \| Simon Pellaud \| Illuminate \| + 20" \| \| \| 8è \| Rafael Aníbal Montiel Cuéllar \| Orgullo Paisa \| + 20" \| \| \| 9è \| Nicolás Tivani Pérez \| Trevigiani-Phonix-Hemus 1896 \| + 20" \| \| \| 10è \| Andrea Guardini \| Bardiani CSF \| + 21" \| \| |                                 |                              |            |
| |                                 |                              |            |
| |                                 |                              |            |
| Classificació general |                                 |                              |            |
| Corredor | Corredor                        | Equip                        | Temps      |
| 1r | Fernando Gaviria Rendón         | Quick-Step Floors            | 5h 56' 12" |
| 2n | Sebastián Molano Benavides      | Manzana Postobón             | + 11"      |
| 3r | Miguel Ángel Rubiano Chávez     | Coldeportes-Zenú             | + 14"      |
| 4t | Juan Esteban Arango Carvajal    | Colòmbia                     | + 17"      |
| 5è | Matteo Malucelli                | Androni Giocattoli-Sidermec  | + 19"      |
| 6è | Maximiliano Richeze Araquistain | Quick-Step Floors            | + 19"      |
| 7è | Simon Pellaud                   | Illuminate                   | + 20"      |
| 8è | Rafael Aníbal Montiel Cuéllar   | Orgullo Paisa                | + 20"      |
| 9è | Nicolás Tivani Pérez            | Trevigiani-Phonix-Hemus 1896 | + 20"      |
| 10è | Andrea Guardini                 | Bardiani CSF                 | + 21"      |

### Etapa 3
| \| Classificació de l'etapa \| Classificació de l'etapa \| Classificació de l'etapa \| Classificació de l'etapa \| Classificació de l'etapa \| \| Corredor \| Corredor \| Equip \| Temps \| \| \| ------------------------ \| -------------------------------- \| -------------------------------------------- \| ------------------------ \| ------------------------ \| \| 1r \| Fernando Gaviria Rendón \| Quick-Step Floors \| 3h 30' 05" \| \| \| 2n \| Matteo Malucelli \| Androni Giocattoli-Sidermec \| + 0" \| \| \| 3r \| Sebastián Molano Benavides \| Manzana Postobón \| + 0" \| \| \| 4t \| Davide Viganò \| Itàlia \| + 0" \| \| \| 5è \| Lucas Sebastián Haedo \| UnitedHealthcare \| + 0" \| \| \| 6è \| Maximiliano Richeze Araquistain \| Quick-Step Floors \| + 0" \| \| \| 7è \| Cristian Leandro Tamayo Saavedra \| GW Shimano \| + 0" \| \| \| 8è \| Manuel Peñalver \| Trevigiani-Phonix-Hemus 1896 \| + 0" \| \| \| 9è \| Nicolás Naranjo \| Asociación Civil Agrupación Virgen de Fátima \| + 0" \| \| \| 10è \| Adrián González Velasco \| Burgos-BH \| + 0" \| \| |                                  |                                              |            |
| |                                  |                                              |            |
| |                                  |                                              |            |
| Classificació de l'etapa |                                  |                                              |            |
| Corredor | Corredor                         | Equip                                        | Temps      |
| 1r | Fernando Gaviria Rendón          | Quick-Step Floors                            | 3h 30' 05" |
| 2n | Matteo Malucelli                 | Androni Giocattoli-Sidermec                  | + 0"       |
| 3r | Sebastián Molano Benavides       | Manzana Postobón                             | + 0"       |
| 4t | Davide Viganò                    | Itàlia                                       | + 0"       |
| 5è | Lucas Sebastián Haedo            | UnitedHealthcare                             | + 0"       |
| 6è | Maximiliano Richeze Araquistain  | Quick-Step Floors                            | + 0"       |
| 7è | Cristian Leandro Tamayo Saavedra | GW Shimano                                   | + 0"       |
| 8è | Manuel Peñalver                  | Trevigiani-Phonix-Hemus 1896                 | + 0"       |
| 9è | Nicolás Naranjo                  | Asociación Civil Agrupación Virgen de Fátima | + 0"       |
| 10è | Adrián González Velasco          | Burgos-BH                                    | + 0"       |

| \| Classificació general \| Classificació general \| Classificació general \| Classificació general \| Classificació general \| \| Corredor \| Corredor \| Equip \| Temps \| \| \| --------------------- \| ------------------------------- \| ---------------------------- \| --------------------- \| --------------------- \| \| 1r \| Fernando Gaviria Rendón \| Quick-Step Floors \| 9h 26' 07" \| \| \| 2n \| Sebastián Molano Benavides \| Manzana Postobón \| + 17" \| \| \| 3r \| Matteo Malucelli \| Androni Giocattoli-Sidermec \| + 23" \| \| \| 4t \| Rafael Aníbal Montiel Cuéllar \| Orgullo Paisa \| + 24" \| \| \| 5è \| Miguel Ángel Rubiano Chávez \| Coldeportes-Zenú \| + 24" \| \| \| 6è \| Brayan Ramírez Chacón \| Colòmbia \| + 26" \| \| \| 7è \| Juan Esteban Arango Carvajal \| Colòmbia \| + 27" \| \| \| 8è \| Maximiliano Richeze Araquistain \| Quick-Step Floors \| + 29" \| \| \| 9è \| Simon Pellaud \| Illuminate \| + 30" \| \| \| 10è \| Nicolás Tivani Pérez \| Trevigiani-Phonix-Hemus 1896 \| + 30" \| \| |                                 |                              |            |
| |                                 |                              |            |
| |                                 |                              |            |
| Classificació general |                                 |                              |            |
| Corredor | Corredor                        | Equip                        | Temps      |
| 1r | Fernando Gaviria Rendón         | Quick-Step Floors            | 9h 26' 07" |
| 2n | Sebastián Molano Benavides      | Manzana Postobón             | + 17"      |
| 3r | Matteo Malucelli                | Androni Giocattoli-Sidermec  | + 23"      |
| 4t | Rafael Aníbal Montiel Cuéllar   | Orgullo Paisa                | + 24"      |
| 5è | Miguel Ángel Rubiano Chávez     | Coldeportes-Zenú             | + 24"      |
| 6è | Brayan Ramírez Chacón           | Colòmbia                     | + 26"      |
| 7è | Juan Esteban Arango Carvajal    | Colòmbia                     | + 27"      |
| 8è | Maximiliano Richeze Araquistain | Quick-Step Floors            | + 29"      |
| 9è | Simon Pellaud                   | Illuminate                   | + 30"      |
| 10è | Nicolás Tivani Pérez            | Trevigiani-Phonix-Hemus 1896 | + 30"      |

### Etapa 4
| \| Classificació de l'etapa \| Classificació de l'etapa \| Classificació de l'etapa \| Classificació de l'etapa \| Classificació de l'etapa \| \| Corredor \| Corredor \| Equip \| Temps \| \| \| ------------------------ \| ------------------------ \| -------------------------------- \| ------------------------ \| ------------------------ \| \| 1r \| Julian Alaphilippe \| Quick-Step Floors \| 3h 17' 36" \| \| \| 2n \| Sergio Henao Montoya \| Team Sky \| + 0" \| \| \| 3r \| Nairo Quintana Rojas \| Movistar Team \| + 0" \| \| \| 4t \| Rigoberto Urán \| EF Education First-Drapac \| + 3" \| \| \| 5è \| Jhonatan Narváez Prado \| Quick-Step Floors \| + 3" \| \| \| 6è \| Egan Bernal Gómez \| Team Sky \| + 3" \| \| \| 7è \| Iván Ramiro Sosa Cuervo \| Androni Giocattoli-Sidermec \| + 3" \| \| \| 8è \| Danny Osorio \| Orgullo Paisa \| + 8" \| \| \| 9è \| Diego Ochoa Camargo \| EPM \| + 8" \| \| \| 10è \| Aristóbulo Cala Cala \| Bicicletas Strongman Coldeportes \| + 11" \| \| |                         |                                  |            |
| |                         |                                  |            |
| |                         |                                  |            |
| Classificació de l'etapa |                         |                                  |            |
| Corredor | Corredor                | Equip                            | Temps      |
| 1r | Julian Alaphilippe      | Quick-Step Floors                | 3h 17' 36" |
| 2n | Sergio Henao Montoya    | Team Sky                         | + 0"       |
| 3r | Nairo Quintana Rojas    | Movistar Team                    | + 0"       |
| 4t | Rigoberto Urán          | EF Education First-Drapac        | + 3"       |
| 5è | Jhonatan Narváez Prado  | Quick-Step Floors                | + 3"       |
| 6è | Egan Bernal Gómez       | Team Sky                         | + 3"       |
| 7è | Iván Ramiro Sosa Cuervo | Androni Giocattoli-Sidermec      | + 3"       |
| 8è | Danny Osorio            | Orgullo Paisa                    | + 8"       |
| 9è | Diego Ochoa Camargo     | EPM                              | + 8"       |
| 10è | Aristóbulo Cala Cala    | Bicicletas Strongman Coldeportes | + 11"      |

| \| Classificació general \| Classificació general \| Classificació general \| Classificació general \| Classificació general \| \| Corredor \| Corredor \| Equip \| Temps \| \| \| --------------------- \| ----------------------- \| --------------------------- \| --------------------- \| --------------------- \| \| 1r \| Julian Alaphilippe \| Quick-Step Floors \| 12h 44' 06" \| \| \| 2n \| Sergio Henao Montoya \| Team Sky \| + 4" \| \| \| 3r \| Nairo Quintana Rojas \| Movistar Team \| + 6" \| \| \| 4t \| Egan Bernal Gómez \| Team Sky \| + 13" \| \| \| 5è \| Rigoberto Urán \| EF Education First-Drapac \| + 13" \| \| \| 6è \| Iván Ramiro Sosa Cuervo \| Androni Giocattoli-Sidermec \| + 13" \| \| \| 7è \| Jhonatan Narváez Prado \| Quick-Step Floors \| + 13" \| \| \| 8è \| Danny Osorio \| Orgullo Paisa \| + 18" \| \| \| 9è \| Diego Ochoa Camargo \| EPM \| + 18" \| \| \| 10è \| Taylor Eisenhart \| Holowesko Citadel \| + 21" \| \| |                         |                             |             |
| |                         |                             |             |
| |                         |                             |             |
| Classificació general |                         |                             |             |
| Corredor | Corredor                | Equip                       | Temps       |
| 1r | Julian Alaphilippe      | Quick-Step Floors           | 12h 44' 06" |
| 2n | Sergio Henao Montoya    | Team Sky                    | + 4"        |
| 3r | Nairo Quintana Rojas    | Movistar Team               | + 6"        |
| 4t | Egan Bernal Gómez       | Team Sky                    | + 13"       |
| 5è | Rigoberto Urán          | EF Education First-Drapac   | + 13"       |
| 6è | Iván Ramiro Sosa Cuervo | Androni Giocattoli-Sidermec | + 13"       |
| 7è | Jhonatan Narváez Prado  | Quick-Step Floors           | + 13"       |
| 8è | Danny Osorio            | Orgullo Paisa               | + 18"       |
| 9è | Diego Ochoa Camargo     | EPM                         | + 18"       |
| 10è | Taylor Eisenhart        | Holowesko Citadel           | + 21"       |

### Etapa 5
| \| Classificació de l'etapa \| Classificació de l'etapa \| Classificació de l'etapa \| Classificació de l'etapa \| Classificació de l'etapa \| \| Corredor \| Corredor \| Equip \| Temps \| \| \| ------------------------ \| -------------------------- \| -------------------------------- \| ------------------------ \| ------------------------ \| \| 1r \| Rigoberto Urán \| EF Education First-Drapac \| 3h 42' 33" \| \| \| 2n \| Nairo Quintana Rojas \| Movistar Team \| + 0" \| \| \| 3r \| Egan Bernal Gómez \| Team Sky \| + 0" \| \| \| 4t \| Sergio Henao Montoya \| Team Sky \| + 0" \| \| \| 5è \| Iván Ramiro Sosa Cuervo \| Androni Giocattoli-Sidermec \| + 17" \| \| \| 6è \| Daniel Martínez Poveda \| EF Education First-Drapac \| + 17" \| \| \| 7è \| Jhonatan Narváez Prado \| Quick-Step Floors \| + 29" \| \| \| 8è \| Óscar Sevilla Rivera \| Medellín \| + 29" \| \| \| 9è \| Aristóbulo Cala Cala \| Bicicletas Strongman Coldeportes \| + 34" \| \| \| 10è \| Richard Carapaz Montenegro \| Movistar Team \| + 37" \| \| |                            |                                  |            |
| |                            |                                  |            |
| |                            |                                  |            |
| Classificació de l'etapa |                            |                                  |            |
| Corredor | Corredor                   | Equip                            | Temps      |
| 1r | Rigoberto Urán             | EF Education First-Drapac        | 3h 42' 33" |
| 2n | Nairo Quintana Rojas       | Movistar Team                    | + 0"       |
| 3r | Egan Bernal Gómez          | Team Sky                         | + 0"       |
| 4t | Sergio Henao Montoya       | Team Sky                         | + 0"       |
| 5è | Iván Ramiro Sosa Cuervo    | Androni Giocattoli-Sidermec      | + 17"      |
| 6è | Daniel Martínez Poveda     | EF Education First-Drapac        | + 17"      |
| 7è | Jhonatan Narváez Prado     | Quick-Step Floors                | + 29"      |
| 8è | Óscar Sevilla Rivera       | Medellín                         | + 29"      |
| 9è | Aristóbulo Cala Cala       | Bicicletas Strongman Coldeportes | + 34"      |
| 10è | Richard Carapaz Montenegro | Movistar Team                    | + 37"      |

| \| Classificació general \| Classificació general \| Classificació general \| Classificació general \| Classificació general \| \| Corredor \| Corredor \| Equip \| Temps \| \| \| --------------------- \| ----------------------- \| -------------------------------- \| --------------------- \| --------------------- \| \| 1r \| Nairo Quintana Rojas \| Movistar Team \| 16h 26' 39" \| \| \| 2n \| Rigoberto Urán \| EF Education First-Drapac \| + 3" \| \| \| 3r \| Sergio Henao Montoya \| Team Sky \| + 4" \| \| \| 4t \| Egan Bernal Gómez \| Team Sky \| + 9" \| \| \| 5è \| Iván Ramiro Sosa Cuervo \| Androni Giocattoli-Sidermec \| + 30" \| \| \| 6è \| Daniel Martínez Poveda \| EF Education First-Drapac \| + 38" \| \| \| 7è \| Julian Alaphilippe \| Quick-Step Floors \| + 39" \| \| \| 8è \| Jhonatan Narváez Prado \| Quick-Step Floors \| + 42" \| \| \| 9è \| Aristóbulo Cala Cala \| Bicicletas Strongman Coldeportes \| + 55" \| \| \| 10è \| Danny Osorio \| Orgullo Paisa \| + 57" \| \| |                         |                                  |             |
| |                         |                                  |             |
| |                         |                                  |             |
| Classificació general |                         |                                  |             |
| Corredor | Corredor                | Equip                            | Temps       |
| 1r | Nairo Quintana Rojas    | Movistar Team                    | 16h 26' 39" |
| 2n | Rigoberto Urán          | EF Education First-Drapac        | + 3"        |
| 3r | Sergio Henao Montoya    | Team Sky                         | + 4"        |
| 4t | Egan Bernal Gómez       | Team Sky                         | + 9"        |
| 5è | Iván Ramiro Sosa Cuervo | Androni Giocattoli-Sidermec      | + 30"       |
| 6è | Daniel Martínez Poveda  | EF Education First-Drapac        | + 38"       |
| 7è | Julian Alaphilippe      | Quick-Step Floors                | + 39"       |
| 8è | Jhonatan Narváez Prado  | Quick-Step Floors                | + 42"       |
| 9è | Aristóbulo Cala Cala    | Bicicletas Strongman Coldeportes | + 55"       |
| 10è | Danny Osorio            | Orgullo Paisa                    | + 57"       |

### Etapa 6
| \| Classificació de l'etapa \| Classificació de l'etapa \| Classificació de l'etapa \| Classificació de l'etapa \| Classificació de l'etapa \| \| Corredor \| Corredor \| Equip \| Temps \| \| \| ------------------------ \| ------------------------ \| ------------------------- \| ------------------------ \| ------------------------ \| \| 1r \| Dayer Quintana Rojas \| Movistar Team \| 4h 22' 11" \| \| \| 2n \| Egan Bernal Gómez \| Team Sky \| + 10" \| \| \| 3r \| Sebastián Henao Gómez \| Team Sky \| + 10" \| \| \| 4t \| Alexander Gil \| EPM \| + 14" \| \| \| 5è \| Daniel Martínez Poveda \| EF Education First-Drapac \| + 18" \| \| \| 6è \| Óscar Sevilla Rivera \| Medellín \| + 18" \| \| \| 7è \| Rigoberto Urán \| EF Education First-Drapac \| + 21" \| \| \| 8è \| Nairo Quintana Rojas \| Movistar Team \| + 21" \| \| \| 9è \| Sergio Henao Montoya \| Team Sky \| + 21" \| \| \| 10è \| Julian Alaphilippe \| Quick-Step Floors \| + 24" \| \| |                        |                           |            |
| |                        |                           |            |
| |                        |                           |            |
| Classificació de l'etapa |                        |                           |            |
| Corredor | Corredor               | Equip                     | Temps      |
| 1r | Dayer Quintana Rojas   | Movistar Team             | 4h 22' 11" |
| 2n | Egan Bernal Gómez      | Team Sky                  | + 10"      |
| 3r | Sebastián Henao Gómez  | Team Sky                  | + 10"      |
| 4t | Alexander Gil          | EPM                       | + 14"      |
| 5è | Daniel Martínez Poveda | EF Education First-Drapac | + 18"      |
| 6è | Óscar Sevilla Rivera   | Medellín                  | + 18"      |
| 7è | Rigoberto Urán         | EF Education First-Drapac | + 21"      |
| 8è | Nairo Quintana Rojas   | Movistar Team             | + 21"      |
| 9è | Sergio Henao Montoya   | Team Sky                  | + 21"      |
| 10è | Julian Alaphilippe     | Quick-Step Floors         | + 24"      |

## Classificació final
| \| Classificació general \| Classificació general \| Classificació general \| Classificació general \| Classificació general \| \| Corredor \| Corredor \| Equip \| Temps \| \| \| --------------------- \| ----------------------------- \| -------------------------------- \| --------------------- \| --------------------- \| \| 1r \| Egan Bernal Gómez \| Team Sky \| 20h 49' 03" \| \| \| 2n \| Nairo Quintana Rojas \| Movistar Team \| + 8" \| \| \| 3r \| Rigoberto Urán \| EF Education First-Drapac \| + 11" \| \| \| 4t \| Sergio Henao Montoya \| Team Sky \| + 12" \| \| \| 5è \| Daniel Martínez Poveda \| EF Education First-Drapac \| + 43" \| \| \| 6è \| Iván Ramiro Sosa Cuervo \| Androni Giocattoli-Sidermec \| + 45" \| \| \| 7è \| Julian Alaphilippe \| Quick-Step Floors \| + 50" \| \| \| 8è \| Aristóbulo Cala Cala \| Bicicletas Strongman Coldeportes \| + 1' 10" \| \| \| 9è \| Danny Osorio \| Orgullo Paisa \| + 1' 12" \| \| \| 10è \| Jhonatan Narváez Prado \| Quick-Step Floors \| + 1' 18" \| \| \| 11è \| Rafael Aníbal Montiel Cuéllar \| Orgullo Paisa \| + 1' 26" \| \| \| 12è \| Jarlinson Pantano Gómez \| Colòmbia \| + 1' 46" \| \| \| 13è \| Juan Pablo Suárez Suárez \| EPM \| + 1' 46" \| \| \| 14è \| Heiner Parra Bustamente \| GW Shimano \| + 1' 51" \| \| \| 15è \| Fabio Duarte Arévalo \| Manzana Postobón \| + 1' 52" \| \| |                               |                                  |             |
| |                               |                                  |             |
| Font: ProCyclingStats |                               |                                  |             |
| Classificació general |                               |                                  |             |
| Corredor | Corredor                      | Equip                            | Temps       |
| 1r | Egan Bernal Gómez             | Team Sky                         | 20h 49' 03" |
| 2n | Nairo Quintana Rojas          | Movistar Team                    | + 8"        |
| 3r | Rigoberto Urán                | EF Education First-Drapac        | + 11"       |
| 4t | Sergio Henao Montoya          | Team Sky                         | + 12"       |
| 5è | Daniel Martínez Poveda        | EF Education First-Drapac        | + 43"       |
| 6è | Iván Ramiro Sosa Cuervo       | Androni Giocattoli-Sidermec      | + 45"       |
| 7è | Julian Alaphilippe            | Quick-Step Floors                | + 50"       |
| 8è | Aristóbulo Cala Cala          | Bicicletas Strongman Coldeportes | + 1' 10"    |
| 9è | Danny Osorio                  | Orgullo Paisa                    | + 1' 12"    |
| 10è | Jhonatan Narváez Prado        | Quick-Step Floors                | + 1' 18"    |
| 11è | Rafael Aníbal Montiel Cuéllar | Orgullo Paisa                    | + 1' 26"    |
| 12è | Jarlinson Pantano Gómez       | Colòmbia                         | + 1' 46"    |
| 13è | Juan Pablo Suárez Suárez      | EPM                              | + 1' 46"    |
| 14è | Heiner Parra Bustamente       | GW Shimano                       | + 1' 51"    |
| 15è | Fabio Duarte Arévalo          | Manzana Postobón                 | + 1' 52"    |

## Evolució de les classificacions
| Etapes                 | Vencedor               | Classificació general | Classificació per punts | Classificació de la muntanya | Classificació dels joves | Classificació per equips  | Classificació de les metes volants |
| ---------------------- | ---------------------- | --------------------- | ----------------------- | ---------------------------- | ------------------------ | ------------------------- | ---------------------------------- |
| 1                      | Fernando Gaviria       | Fernando Gaviria      | Fernando Gaviria        | Miguel Ángel Rubiano         | Fernando Gaviria         | Quick-Step Floors         | Miguel Ángel Rubiano               |
| 2                      | Fernando Gaviria       | Fernando Gaviria      | Fernando Gaviria        | Miguel Ángel Rubiano         | Fernando Gaviria         | Quick-Step Floors         | Miguel Ángel Rubiano               |
| 3                      | Fernando Gaviria       | Fernando Gaviria      | Fernando Gaviria        | Miguel Ángel Rubiano         | Fernando Gaviria         | Quick-Step Floors         | Miguel Ángel Rubiano               |
| 4                      | Julian Alaphilippe     | Julian Alaphilippe    | Fernando Gaviria        | Julian Alaphilippe           | Egan Bernal              | Team Sky                  | Fernando Gaviria                   |
| 5                      | Rigoberto Urán         | Nairo Quintana        | Fernando Gaviria        | Julian Alaphilippe           | Egan Bernal              | EF Education First-Drapac | Brayan Ramírez                     |
| 6                      | Dayer Quintana         | Egan Bernal           | Fernando Gaviria        | Egan Bernal                  | Egan Bernal              | Team Sky                  | Miguel Ángel Rubiano               |
| Classificacions finals | Classificacions finals | Egan Bernal           | Fernando Gaviria        | Egan Bernal                  | Egan Bernal              | Team Sky                  | Miguel Ángel Rubiano               |